# Galeb
Galeb (en croate : Галеб/Galeb pour mouette) était le navire-école de la marine militaire yougoslave (JRM), également connu sous le nom de Peace Ship Galeb (Brod Mira Galeb),  qui a été utilisé comme yacht officiel par le défunt président de la République fédérative de Yougoslavie, le maréchal Josip Broz Tito  Le navire a atteint un statut emblématique parmi les peuples de Yougoslavie dans ce rôle, ainsi que parmi les nombreuses nations et membres du Mouvement des non-alignés.

## Historique
En septembre 1947, la société Brodospas, basée à Split, a renfloué le navire d'une profondeur de 22 mètres. Depuis 1952, il a été utilisé comme navire présidentiel de Josip Broz Tito. Tito était connu pour sa peur de voler et a parcouru un total d'environ 160 000 km. L'équipement du navire était somptueux à l'époque.
Galeb a participé au retrait des dernières unités de l'armée populaire yougoslave de la République de Slovénie alors indépendante. Il est arrivé au port de Koper le 21 octobre 1991 avec un peu plus d'un millier de soldats.
Pendant les guerres de Yougoslavie, le navire a été amarré sur la côte monténégrine dans les bouches de Kotor et également pillé. En 2001, le gouvernement monténégrin a vendu le navire pour 750 000 dollars à l'armateur grec John Paul Papanicolaou (en). Le navire a ensuite été amené pour réparation au chantier naval de Rijeka Viktor Lenac Shipyard. En 2009, la ville de Rijeka l'a acheté pour 150 000 dollars et les autorités croates l'ont déclaré site du patrimoine national.
Depuis lors, il a parfois été ouvert au public pour des expositions d'art, des conférences et autres. Le 16 juillet 2014, le maire de Rijeka a annoncé que le Galeb serait loué pour un usage mixte, en partie comme musée incorporant les salles privées de l'ancien président et une partie de l'espace d'ingénierie, et en partie pour des activités commerciales telles que des restaurants et les bars. Des appels d'offres pour l'investissement du secteur privé ont été lancés, mais n'ont donné lieu à aucune réponse. Un financement de 4,5 millions d'euros a maintenant été obtenu dans le cadre de la candidature réussie de Rijeka à devenir capitale européenne de la culture en 2020. Les travaux devraient être terminés d'ici mi-2021.

## Galerie

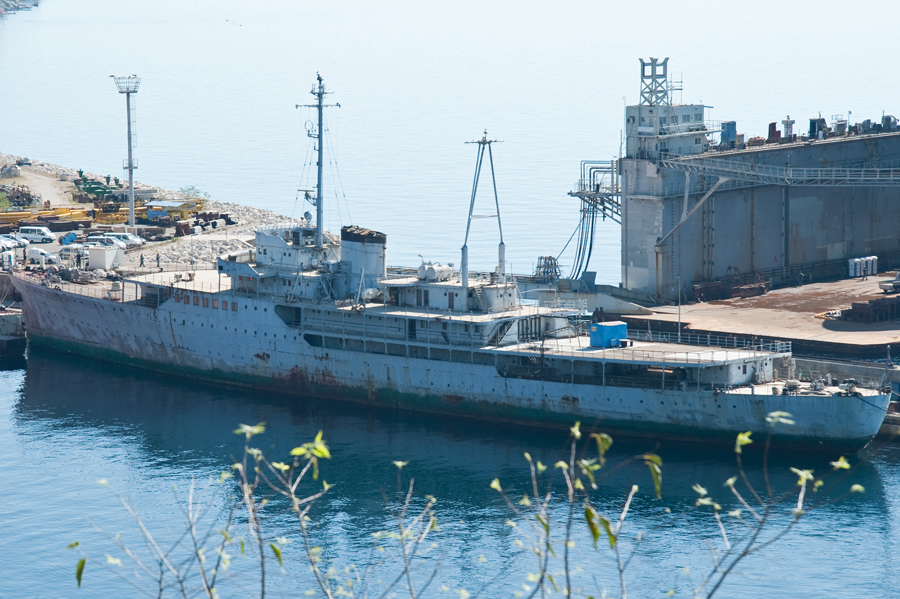
"Galeb au Viktoe Lenac Shipyard en 2011
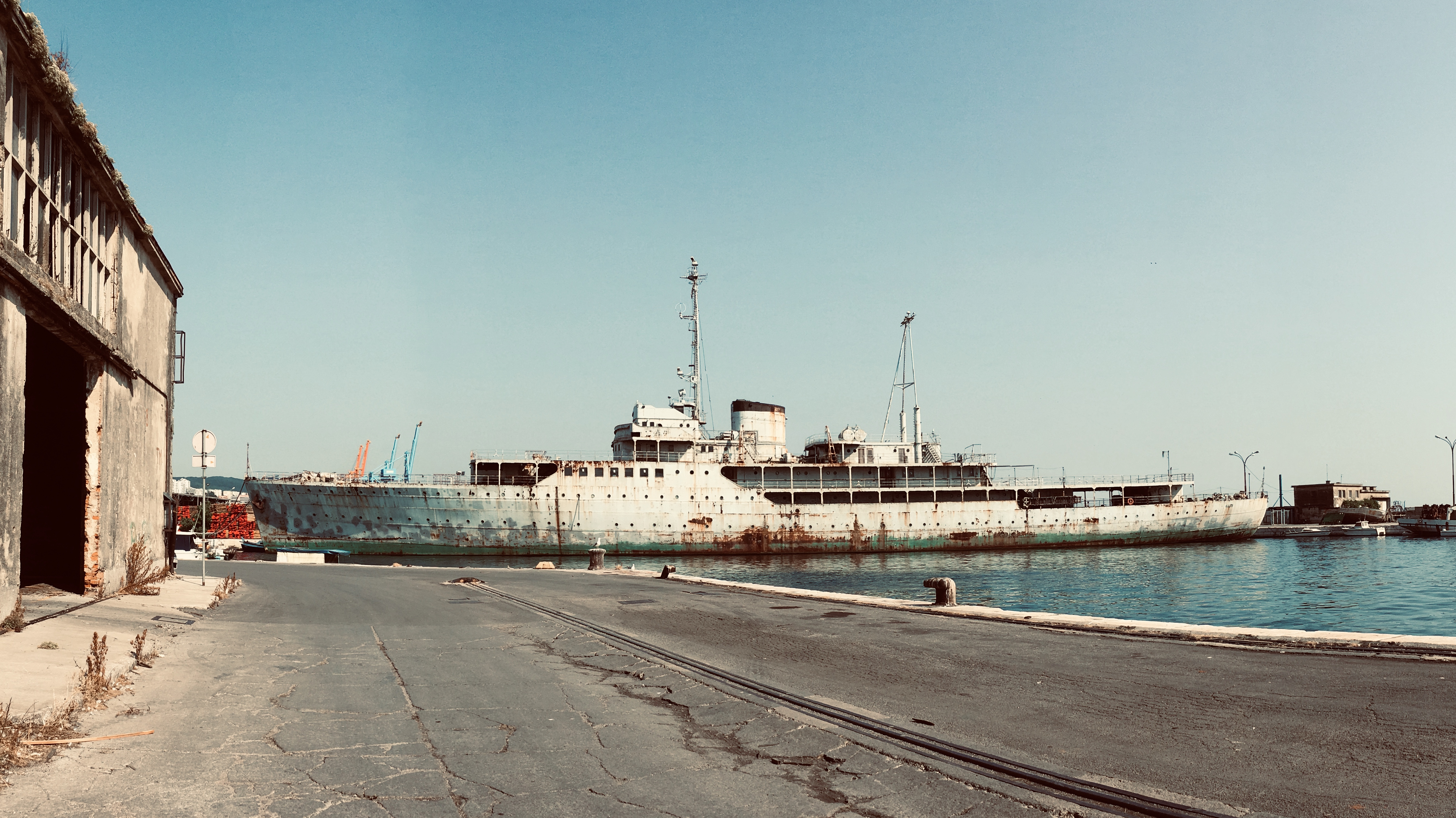
"Galeb" à Rijeka en 2019
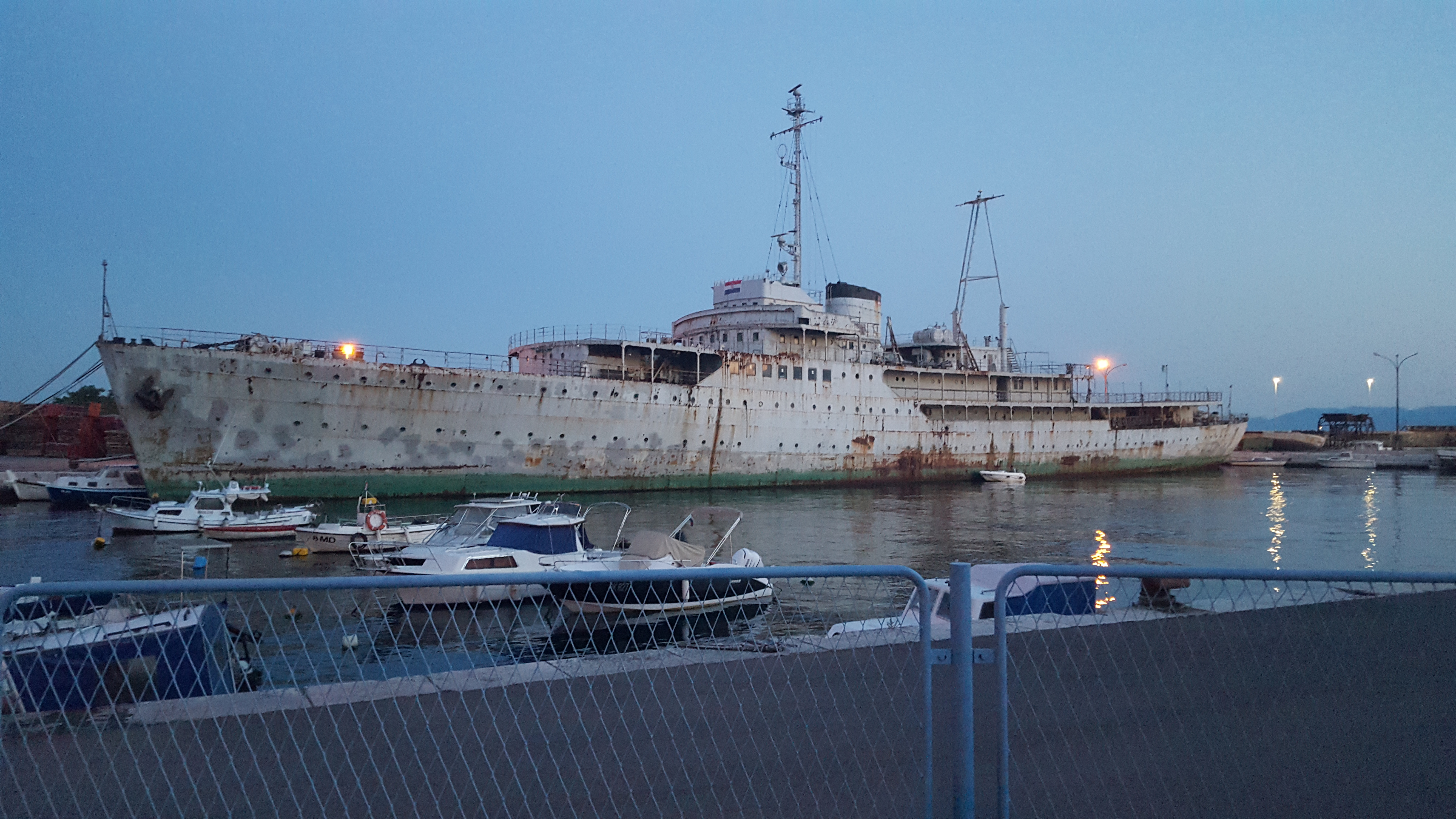
'"Galeb"